# 五甲基铋
五苯基铋是一种有机铋化合物，由五个甲基和一个铋原子组成，化学式 Bi(CH3)5。它是一种超价分子。它的分子构型为三角双锥。

## 制备
五甲基铋的制备是一个两步反应。首先，三甲基铋和硫酰氯反应，形成二氯三甲基铋。二氯三甲基铋再和两倍的甲基锂乙醚溶液反应，形成蓝色溶液。蓝色溶液再冷却到 −110 °C ，得到固体五甲基铋。
Bi(CH3)3 + SO2Cl2 → Bi(CH3)3Cl2 + SO2
Bi(CH3)3Cl2 + 2LiCH3 → Bi(CH3)5 + 2LiCl

## 性质

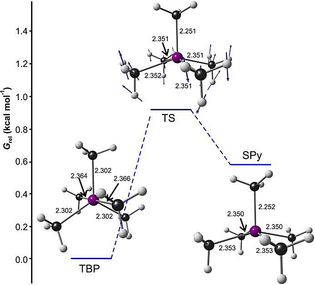
五甲基铋分子的能级和形状

在 -110 °C下，Bi(CH3)5 是一种蓝紫色固体。这些甲基以三角双锥结构排列，每个 Bi-C 键的键长一样。然而，该分子不是刚性的，这可以从核磁共振光谱中确定，该光谱表明所有甲基都是一样的。固态五甲基铋是稳定的，不过在气态时，加热或溶于溶液都会分解成三甲基铋。五甲基铋是蓝紫色的，这对于氮族元素化合物是不寻常的（通常是无色）。计算显示这种颜色是由 HOMO-LUMO 能隙导致的。五甲基铋的HOMO 是来自配体的，而 LUMO 是由相对稳定的铋 6s 轨道产生的。

## 反应
如果制备过程中加入过多的甲基锂，会形成橙色的六甲基铋(V)酸锂 LiBi(CH3)6。这是非常不寻常的，因为只有少数原子可以和六个有机基团成键。

## 扩展阅读
- Gagnon, Alexandre; Dansereau, Julien; Le Roch, Adrien. . Synthesis. 2 March 2017, 49 (8): 1707–1745. doi:10.1055/s-0036-1589482.